# 本多治見駅
本多治見駅（ほんたじみえき）は、かつて岐阜県多治見市にあった東濃鉄道笠原線の駅（廃駅）である。
当駅は土岐川の左岸にあり、新多治見駅とは土岐川の対岸にあった。また、多治見市の中心部に近かった。

## 歴史
- 1928年（昭和3年）7月1日：笠原鉄道開業に際し開設。
- 1944年（昭和19年）3月1日：笠原鉄道が駄知鉄道等と合併し、東濃鉄道笠原線となる。
- 1971年（昭和46年）6月12日：乗客数減少により旅客営業休止（事実上の休駅）。
- 1978年（昭和53年）11月1日：笠原線廃止により正式に廃駅。

## 駅構造
2面2線のホームを有した駅で、駅舎を併設していた。

## 現況
- 現在の地名は多治見市平和町であり、線路跡は自転車専用道路・歩行者専用道路として整備されている。駅跡地は東濃鉄道の関連会社（東鉄商事）の建物となっている。

## 隣の駅
東濃鉄道
笠原線
新多治見駅 - 本多治見駅 - 市之倉口駅